# Уилкинсън (окръг, Джорджия)
Окръг Уилкинсън (на английски: Wilkinson County) е окръг в щата Джорджия, Съединени американски щати. Площта му е 1171 km², а населението - 10 143 души. Административен център е град Ъруинтън.